# Gilben

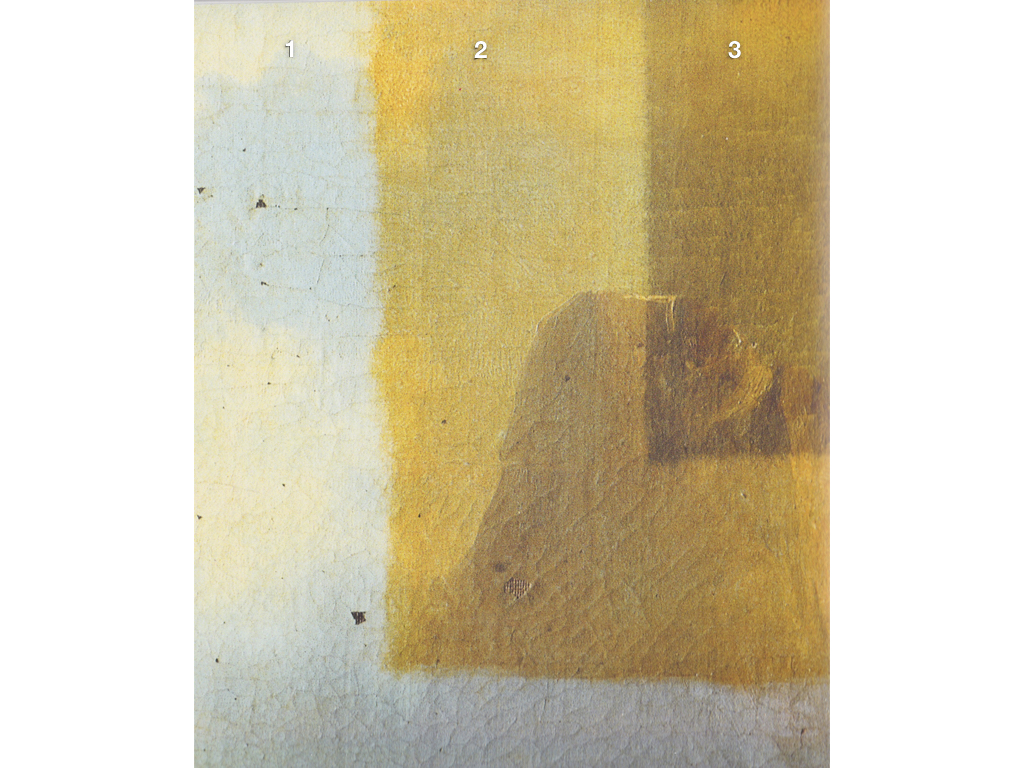
Auf der originalen Farbschicht (1) liegt ein stark vergilbter Firnis (2) und darauf hat sich eine Schicht aus Teerpartikeln (Rauchen) abgelagert (3).

Als Gilben bezeichnet man die farbige Veränderung einer Malschicht und/oder einer Firnisschicht auf einem Ölgemälde. Dies geschieht im Laufe seines Alterungsprozesses. Die Farbwirkung des Gemäldes wird „wärmer“.
Das Gleiche gilt auch für die auf der Malschicht liegende Firnisschicht. Beide Prozesse sorgen gemeinsam dafür, dass sich das Erscheinungsbild eines Gemälde, im ungünstigsten Fall, bis zur Unkenntlichkeit der Form- und Farbgebung verändern kann.

## Malschicht

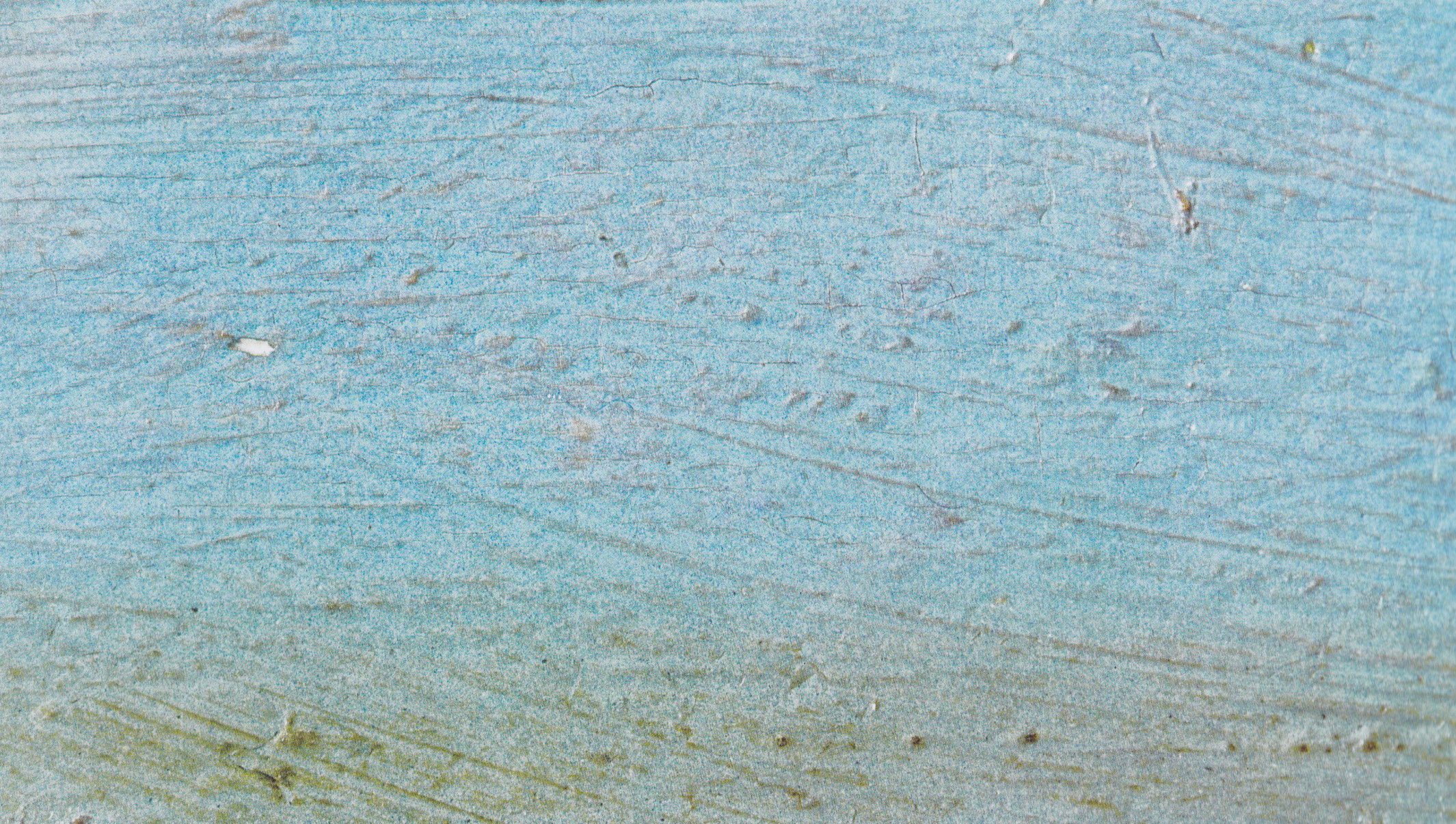
Vom Rahmenpfalz abgedeckt hat an der unteren Bildkante, durch Lichtabschluss, das sogenannte primäre Gilben stattgefunden.

Bei der Malschicht unterscheidet man zwischen primärem und sekundärem Gilben (Altersgilben). Unter primärem Gilben versteht man eine „Dunkelreaktion“, die bei frisch gemalten und im Dunklen (Kiste, Safe) aufbewahrten Gemälden auftritt. Sie ist abhängig von der Art und der Zusammensetzung des trocknenden Öles, sowie dessen Anteil in der Farbschicht, der Schichtdicke und der relativen Luftfeuchtigkeit. Das Gilben ist eine Frage der Zeit und eine Begleiterscheinung des Trocknungsvorganges (Oxidation). Wie aus einem Brief an den Hofmaler Justus Sustermann in Florenz hervorgeht, kannte schon Peter Paul Rubens die „Dunkelreaktion“ von verpackten Gemälden. Er bat den Kollegen das an ihn gesandte Gemälde nach der Ankunft dem Sonnenlicht auszusetzen, um die Gilbung zu beseitigen. Primäres Gilben wird im Laufe der Zeit zu senkundärem Gilben, das auch bei Licht stattfindet. Es wird in der Gemäldekunde als Altersgilben bezeichnet. Es ist irreversibel und wird nur bei genauerer Betrachtung wahrgenommen, zum Beispiel bei ursprünglich blauen Farbflächen, die heute grünlich erscheinen. Der Terminus Gilben trifft genau genommen nur bei weißen Farbflächen zu, bei den anders farbigen Farbschichten kommt es zu einer irreversiblen Verfärbung von Grün bis dunkelbraun.

### Intensität

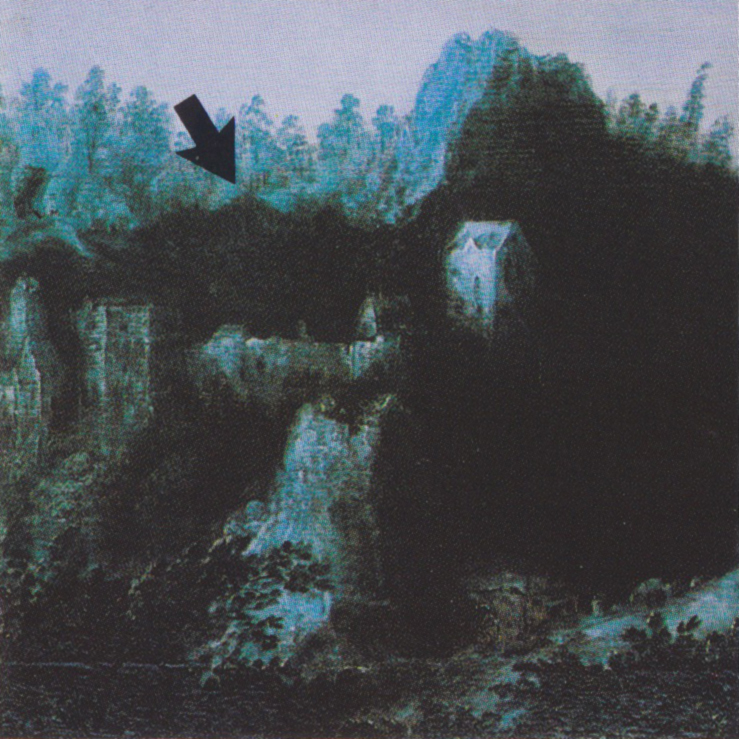
Die oberste Farbschicht ist so stark vergilbt/verbräunt, dass die darunterliegende Formgebung nicht mehr zu erkennen ist.

Die Intensität der Vergilbung ist abhängig von der Art des Malmittels (Leinöl, Walnussöl, Mohnöl) und seiner Zusammensetzung, von der Dicke der Farbschicht und von der relativen Luftfeuchtigkeit. Leinöl gilbt stärker als Walnussöl, Mohnöl gilbt am wenigsten. Leinwandgemälde gilben unter gleichen Voraussetzungen stärker als Holztafelbilder, weil beim textilen Bildträger auch von der Rückseite her ein Sauerstoff- und Feuchtigkeitsaustausch stattfindet.
Der Zustand vieler dunkelbraun bis schwarzbraun wirkender Farbflächen (z. B. Hintergründe), in denen Formen zwar vorhanden, aber kaum noch zu erkennen sind, ist unter anderem auf den höheren Bindemittelanteil zurückzuführen, den dunkle Pigmente benötigen, um streichfähig zu sein, oder auf eine bindemittelreiche Lasurtechnik. Beispiele finden sich in der gesamten europäischen Malerei verstärkt etwa seit dem 17. Jahrhundert, besonders auch in der Malerei der Caravaggisten und in Lasurtechnik aufgebauten Gemälden. Ebenso ist es an vielen ehemals blauen Madonnengewändern bis hinein ins 16. Jahrhundert zu beobachten, die durch additive Farbmischung (vergilbtes Bindemittel + blaues Pigment) heute grün bis dunkelbraun erscheinen.

## Firnis

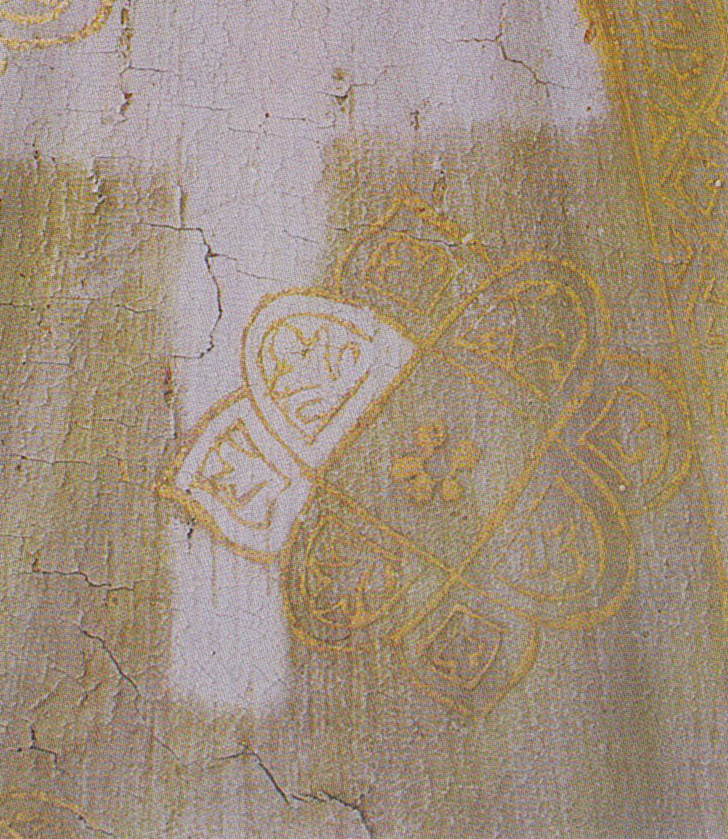
Die Firnisschicht auf diesem mittelalterlichen Tafelgemälde (Detail) ist so stark vergilbt, dass die Goldornamente erst nach der teilweisen Firnisabnahme deutlich hervortreten.

Ähnlich wie die trocknenden Öle in der Malschicht gilben auch die Firnisse aus Naturharzen oder trocknenden Ölen, die auf der Malschicht liegen. Auch sie sind ungesättigte Verbindungen, die sich bei der Aufnahme von Sauerstoff je nach Inhaltsstoffen gelb bis braun verfärben können und dann als „Gelb- bis Braunfilter“ über der gesamten Malschicht liegen. Dadurch kommt es nicht nur zu starken Farbverschiebungen (Blau wird grün bis braun, Rot wird orange bis rotbraun usw.), sondern auch zu einer Angleichung der Helligkeitswerte. Das Gemälde verliert seinen ehemals vom Künstler konzipierten Farb- und Helligkeitscharakter.

### Grad der Verfärbung
Der Grad der Verfärbung ist abhängig vom verwendeten Harz, von seinem Lösungsmittel und vom Alter der Firnisschicht. Die historischen Firnisse aus Bernstein, Kopalen oder Kolophonium verbräunten stark, die heute verwendeten Dammar- und Mastixfirnisse vergilben, während die Kunstharzfirnisse sich, laut Literatur, nicht verändern, doch hat man leichte Vergilbungen, Vergrauungen sowie absolute Unlösbarkeit bei einigen festgestellt.
Das auf der Farbschicht liegende »Gelbfilter« aus einem vergilbten Harz oder trocknenden Öl kann durch Abnahme des Firnisses beseitigt werden, so dass die Farben bis zu einem gewissen Grad wieder in ihren ursprünglichen Farbwerten sichtbar werden.

## Verunreinigungen
Die Oberfläche eines Gemäldes kann durch Verunreinigungen in der Luft, zum Beispiel in Räumen, in denen stark geraucht wird (Teerpartikel), »vergilben«, ja bis zur Unkenntlichkeit »verbräunen«. Diese Verschmutzung kann bei oberflächlicher Untersuchung mit dem Altersgilben verwechselt werden.